# Deudorix fusca
Deudorix fusca är en fjärilsart som beskrevs av Schultze och Aurivillius 1910/11. Deudorix fusca ingår i släktet Deudorix och familjen juvelvingar. Inga underarter finns listade i Catalogue of Life.